# アスペルギルス・ニデュランス
アスペルギルス・ニデュランス(Aspergillus nidulans)は、Aspergillus属の中で研究者にとっては最も有名な糸状菌。古くから有性世代の存在が知られているため、モデル生物として古典遺伝学的手法による研究に用いられており、しばしば二次代謝産物生合成遺伝子の発現の宿主として使用される。有性世代が存在するため分類学上の正式な名称はEmericella nidulansであるが、一般的にはその無性世代に付けられた名称であるAspergillus nidulansが用いられることが多い。
糸状菌の研究で使用される発現プロモーターや選択マーカーなどもこの菌に由来するものが多い。Aspergillus属のなかで最初にゲノム配列が読まれた菌でもある（2005年に達成）。